# San Francisco de Borja y el moribundo impenitente
San Francisco de Borja y el moribundo impenitente es un cuadro de Francisco de Goya pintado en 1788 por encargo de los IX duques de Osuna para su capilla de la Catedral de Valencia junto con otro lienzo, San Francisco despidiéndose de su familia. 
Aquí se representa uno de los más conocidos milagros de Francisco de Borja, cuando fue llevado ante un moribundo impenitente que rechazó la extremaunción; ante su resistencia, reza y agita el crucifijo cuando se sorprende asombrado al ver que el Cristo de la imagen se lleva la mano al costado y arroja la sangre de la herida sobre el pecador, lavando su culpa aunque este muere maldiciendo mientras que unos seres grotescos, probablemente demonios, esperan para hacerse con la posesión de su alma. Las oscuras criaturas junto a la cama están envueltas en un resplandor rojizo que sugiere el fuego del infierno. Es la primera obra de Goya en la que aparecen monstruos fantásticos, propios de obras posteriores como Los caprichos. El asunto estaba arraigado en la iconografía tradicional popular, que ya desde Gonzalo de Berceo y sus Milagros de Nuestra Señora estaba pronta a reflejar la lucha entre las fuerzas celestiales y las demoníacas por el alma de un agonizante. 

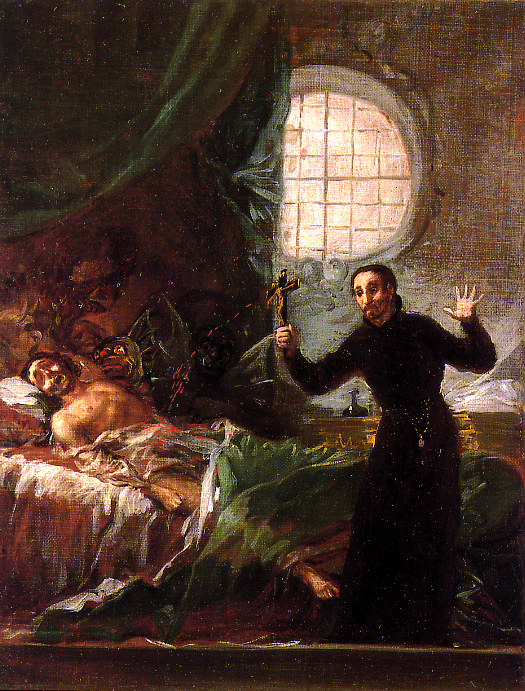
San Francisco de Borja asiste a un moribundo impenitente (boceto). Óleo sobre lienzo. 38 x 29 cm. Colección Marquesa de Santa Cruz, Madrid.

La representación de esta estampa expresionista, arraigada en el folclore ancestral, por Goya aprovecha al máximo la utilización de la luz, muy contrastada. El rigor mortis del hombre, expresado con un rictus dramático, e iluminado por un no menos teatral tono amarillento y blanquísimo, junto con la luz que desprende el aura de San Francisco y la calidez de los matices de los verdes, hacen de esta una de las más originales pinturas religiosas de su tiempo.
Han sobrevivido dos bocetos previos, uno a lápiz donde se aprecia que la escena originalmente fue pensada más convencional, con el santo tranquilo y sereno y el moribundo acostado resignado, sobre ellos tres querubines y un diablo que huye, mientras el segundo al óleo es ya es muy similar a la obra final, aunque los monstruos son más aterradores y animalescos, uno de los cuales apoya las garras en la cama, donde el moribundo aparece más tenso, apretando los puños y estirando las piernas. Este uno de los primeros cuadros en los que se aprecia la categoría estética (definida en las preceptivas dieciochescas) de Lo Terrible, descrito por Anton Raphael Mengs —aunque tachándolo de estilo viciado— en su «Carta a Ponz» como asociado al arte de Miguel Ángel. Pero en esta obra de Goya se va más allá llegando a lo que los contemporáneos definieron como «Lo Sublime Terrible», que el marqués de Ureña en 1785 relacionaba con la arquitectura gótica y la utilización del negro.
Pedro de Silva, otro contemporáneo de Goya, dice de este óleo que, con motivo de la representación de las proximidades de la muerte, el espectador que contempla el cuadro retiene «las señales terribles (...) de una alma violentamente agitada de los crueles remordimientos de sus crímenes, y de la desesperada persuasión de su próxima condenación eterna». Así, sigue diciendo que las caricaturas de los seres del fondo reproducen «el temor».